# Decamerão

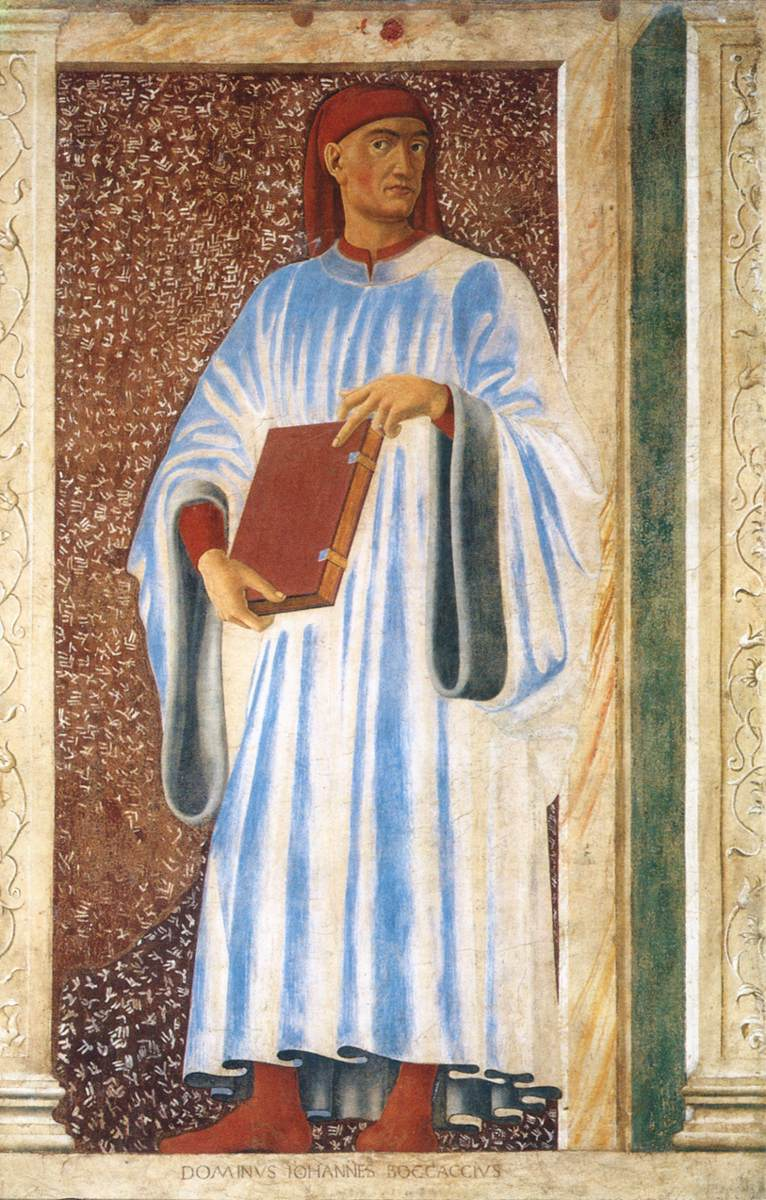
Boccaccio retratado por Andrea del Castagno, exibe sua obra-prima, o Decamerão.

Decameron (Brasil: Decamerão ou Decameron: ou Príncipe Galeotto / Portugal: Decameron ou Decâmeron (vocábulo com origem no grego antigo: deca, "dez", hemeron, "dias", "jornadas") é uma coleção de cem novelas escritas por Giovanni Boccaccio entre 1348 e 1353. 
O livro é estruturado como uma história que contêm 100 contos contados por um grupo de sete moças e três rapazes que se abrigam em um castelo próximo de Florença para fugir da peste negra, que afligia a cidade. Boccaccio provavelmente iniciou Decamerão após a epidemia de 1348 e o concluiu em 1353. Os vários contos de amor em Decamerão vão do erótico ao trágico; contos de sagacidade, piadas e lições de vida. Além do seu valor literário e ampla influência, ele fornece um documento da vida na época. Escrito no vernáculo da língua florentina, é considerado uma obra-prima da prosa clássica italiana precoce.
A obra é considerada um marco literário na ruptura entre a moral medieval, em que se valorizava o amor espiritual, e o início do realismo, iniciando o registro dos valores terrenos, que veio redundar no humanismo; nele não mais o divino, mas a natureza, dita o móvel da conduta do homem. Foi escrito em dialeto toscano.

## A obra e seu contexto
Com subtítulo de Príncipe Galeotto, o Decamerão marca com certa nitidez o período de transição vivido na Europa com o fim da Idade Média, após o advento da Peste Negra — aliás é neste período de terror que a narrativa se passa. 
Dez jovens (sete moças e três rapazes) fogem das cidades tomadas pela pandemia que dizimava impiedosamente o continente europeu ao se recolherem a um castelo no campo. Aconselhados por Pampineia, a mais velha entre as mulheres, estabeleceram que escolheriam um chefe para o grupo para cada dia. Sendo ela a primeira escolhida, definiu: "[…] Para os que vierem depois, o processo de escolha será o seguinte: quando se vier aproximando a hora do surgimento de Vênus, no céu, à tarde, o chefe será, à vez de cada um, escolhido por aquele, ou aquela, que estiver comandando durante o dia. […]"
O Decamerão, rompendo com a mítica literatura medieval, é considerado o primeiro livro realista da literatura.
As circunstâncias descritas em Decamerão têm o senso medieval de numerologia e significados místicos. Por exemplo, é amplamente acreditado que as sete moças representam as Quatro Virtudes Cardinais (Prudência, Justiça, Fortaleza, Temperança) e as Três Virtudes Teologais (Fé, Esperança e Caridade). E, mais além, supõe-se que os três homens representam a Divisão da Alma em Três Partes (Razão, Ira e Luxúria), da tradição helênica.
As moças tinham idade entre 18 e 28 anos, eram bonitas e de origem nobre, e seu comportamento honesto. Agrupadas por acaso na igreja de Santa Maria Novela, resolvem continuar juntas e logo surgem três moços, com idade a partir dos 25 anos, agradáveis e bem educados, que procuravam suas amadas, que eram três das moças ali reunidas.

### A Peste

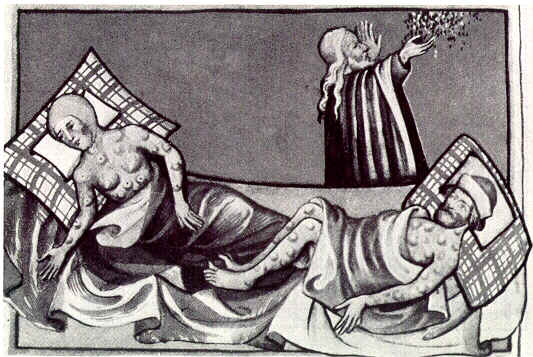
Ilustração da peste negra na Bíblia (c. 1411).

A narrativa oferecida por Boccaccio sobre o flagelo da peste negra que dizimara a Europa constitui um verdadeiro documento acerca desta praga que devastara o continente. Seu relato ilustra a doença (suas manifestações, evolução, sintomas, etc.), bem como a reação das pessoas diante da perspectiva de uma morte horrenda, a ineficácia da religião católica dominante até aquele momento e de uma medicina quase ou totalmente ineficaz.
Um exemplo de sua descrição da peste dá-se logo no início da obra, pois ela (a peste) é a verdadeira razão de todo o livro:
“[…] tínhamos já atingido o ano […] de 1348, quando, na mui importante cidade de Florença […] sobreveio a mortífera pestilência […] nenhuma prevenção valeu, baldadas todas as providências dos homens […] Nem conselho de médico, nem virtude de mezinha alguma parecia trazer a cura ou proveito para o tratamento.
A peste, em Florença, não teve o mesmo comportamento que no Oriente. Neste, quando o sangue saía pelo nariz, fosse de quem fosse, era sinal evidente de morte inevitável […] apareciam no começo, tanto em homens como em mulheres, ou na virilha ou na axila, algumas inchações […] a que chamava o povo de bubões […] — passava a repontar e a surgir por toda a parte. Em seguida, o aspecto da doença começou a alterar-se; apareciam manchas escuras ou pálidas nos doentes. Nuns, eram grandes e espalhadas; noutros, pequenas e abundantes."
Estimando as vítimas em Florença e arredores em cem mil mortos, o autor revela também dois tipos principais de conduta: um, da luxúria desenfreada (as pessoas que passavam a beber e entregar-se aos prazeres); outro, onde pessoas se recolhiam, fechadas em grupos, orando e praticando o ascetismo — além de tantos que agiam entre estes dois tipos, adotando condutas intermediárias. Numerosas levas de gente saíam das cidades, vagando pelos campos, reunindo-se nas igrejas. Foi numa delas que encontrou-se o inusitado grupo que serve como narrador do Decamerão.

## Autores influenciados pela obra
A forma inovadora e realista na qual os contos foram escritos por Boccaccio fez com que o Decamerão se tornasse uma fonte de referência para muitos escritores vindouros.
- O primeiro conto (que fala do falso São Ciappelletto) foi depois vertido para o latim por Olímpia Fulvia Morata, e depois por Voltaire. Molière usou esta segunda tradução para criar a personagem título do seu Tartufo.
- Martinho Lutero revisa o segundo conto, no qual um judeu se converte ao catolicismo após visitar Roma e ver a corrupção da hierarquia católica. Mas na sua versão ele e Philipp Melanchthon tentam converter o judeu em visita a Roma.
- A parábola dos anéis (terceiro conto) está presente na obra de Gotthold Ephraim Lessing, em seu livro Nathan der Weise — um apelo à tolerância religiosa. Numa carta a seu irmão, datada de 11 de agosto de 1778 ele diz claramente ter conseguido sua história no Decamerão. Jonathan Swift também utilizou esta mesma história para A Tale of a Tub, seu primeiro trabalho publicado, uma bem humorada sátira religiosa.
- Shakespeare fez uma tradução para o inglês do conto Frederico de Jennen, cujo enredo foi baseado no nono conto da segunda jornada. E O Mercador de Veneza teve clara influência do nono conto da terceira jornada.
- Antonio Vivaldi escreveu a sua ópera Griselda sobre o argumento da décima novela da décima jornada.
- Molière e Félix Lope de Vega usaram o terceiro conto da terceira jornada como base para suas respectivas peças teatrais: L'ecole de maris e Discreta enamorada.
- Percy Bysshe Shelley, Alfred Tennyson, e muitos outros beberam na fonte do Decamerão em muitas de suas obras — uma influência que perpassa através dos séculos e das escolas literárias.

## Fontes do Decamerão

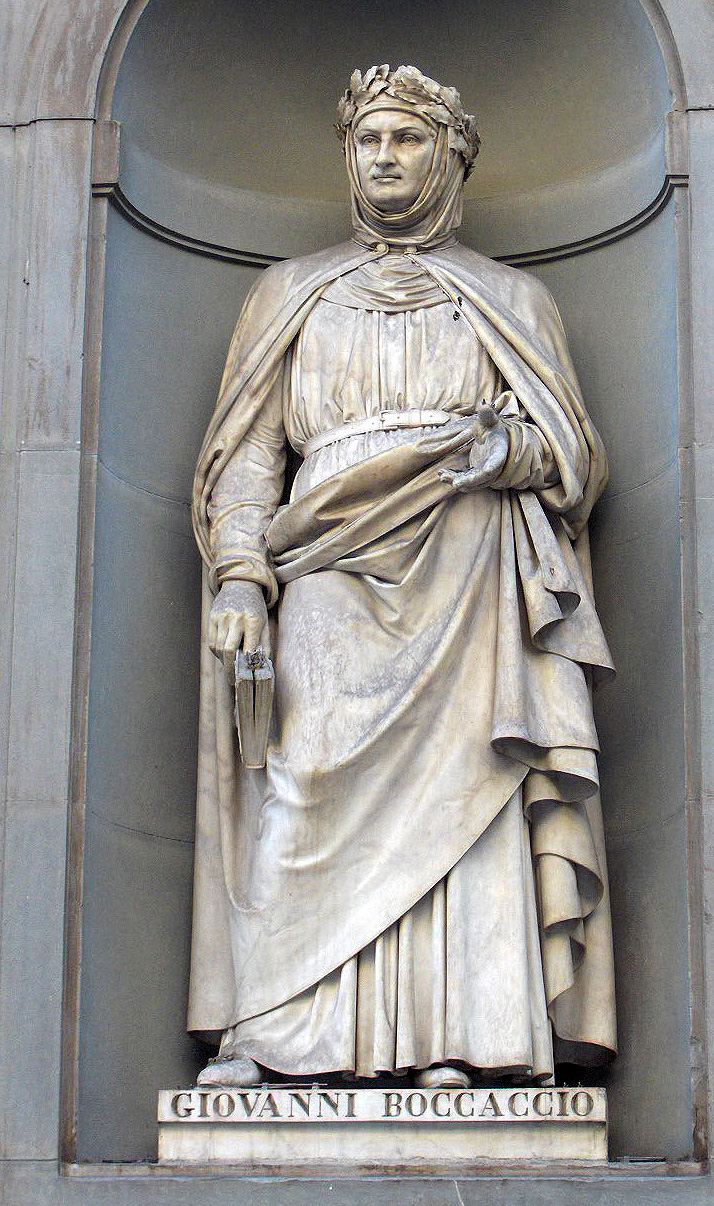
Estátua de Boccaccio (exterior da Galeria Uffizi, Florença).

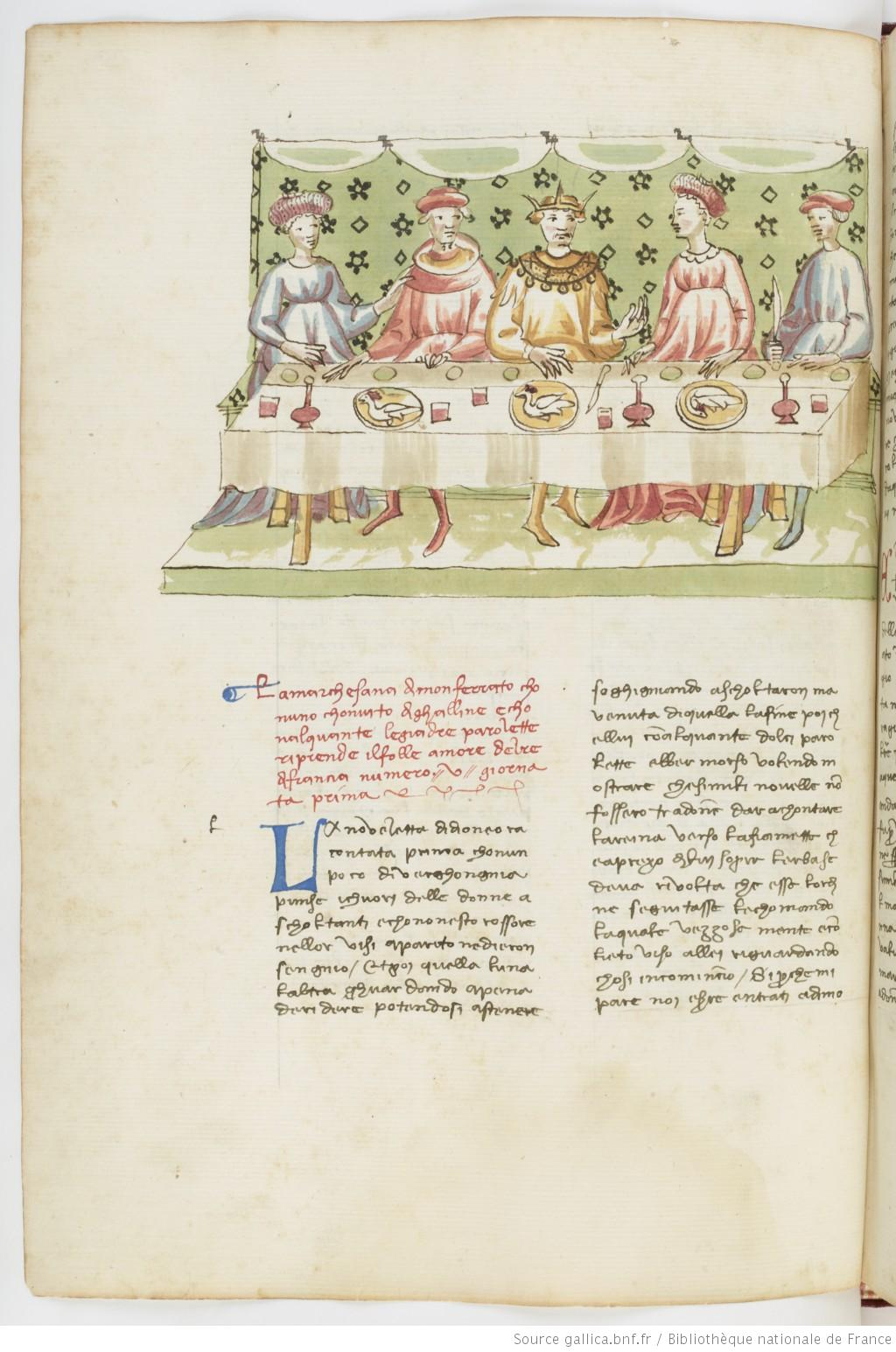
Decamerão: A história das marquesas de Monferrato, na Biblioteca Nacional da França